# آنا بودن
آنا بودن (بالإنجليزية: Anna Boden)‏ هي منتجة أفلام وكاتبة سيناريو ومخرجة أمريكية، ولدت في 1979.

## وصلات خارجية
- آنا بودن على موقع IMDb (الإنجليزية)
- آنا بودن على موقع ألو سيني (الفرنسية)
- آنا بودن على موقع أول موفي (الإنجليزية)
- آنا بودن على موقع بوكس أوفيس موجو (الإنجليزية)
- آنا بودن على موقع قاعدة بيانات الأفلام السويدية (السويدية)
- آنا بودن على موقع قاعدة بيانات الفيلم (الإنجليزية)
- آنا بودن على موقع كينوبويسك (الروسية)